# Mermis nigrescens
Mermis nigrescens är en rundmaskart. Mermis nigrescens ingår i släktet Mermis och familjen Mermithidae. Inga underarter finns listade i Catalogue of Life.

## Bildgalleri

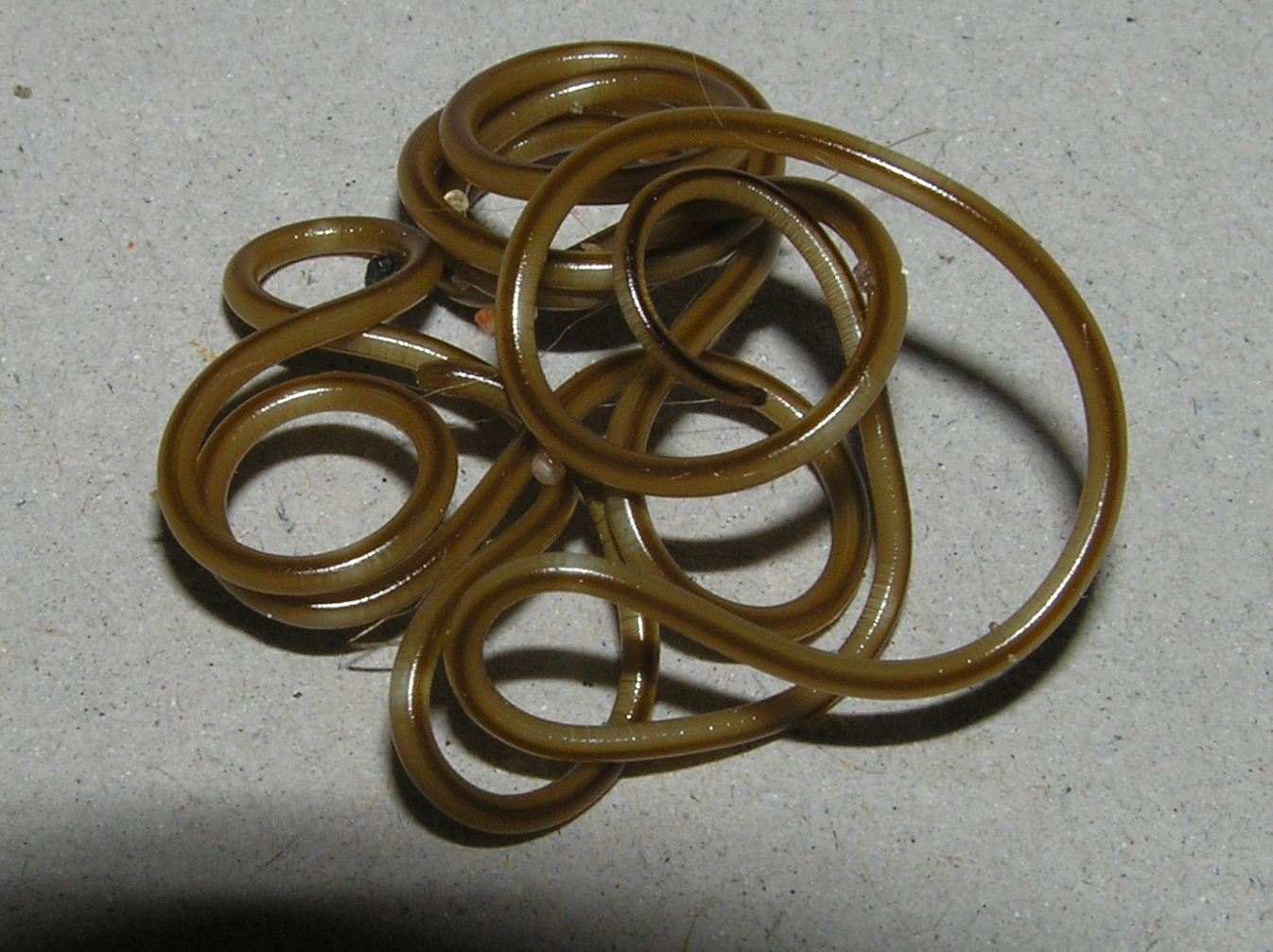
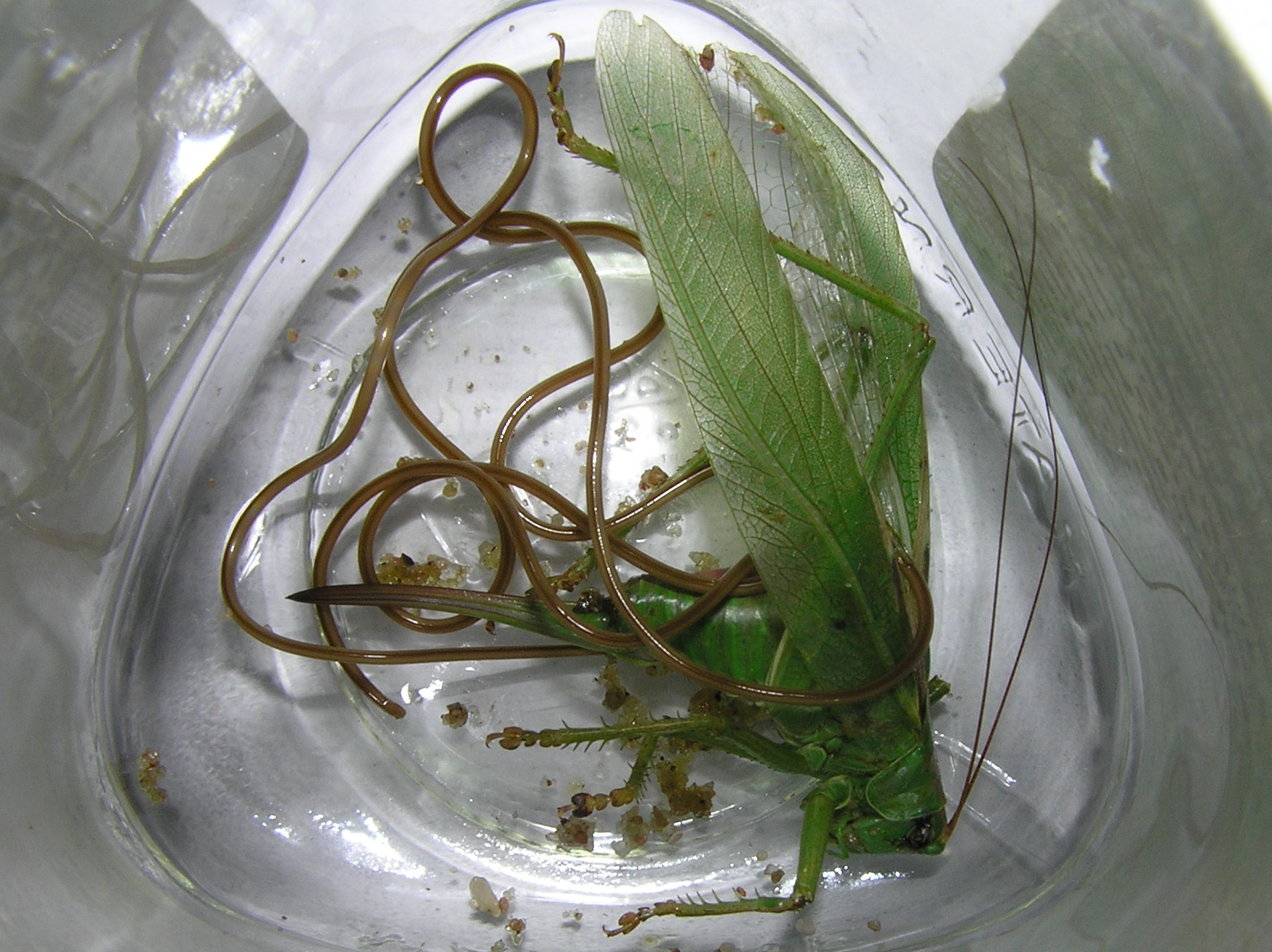